# Torri di Milano

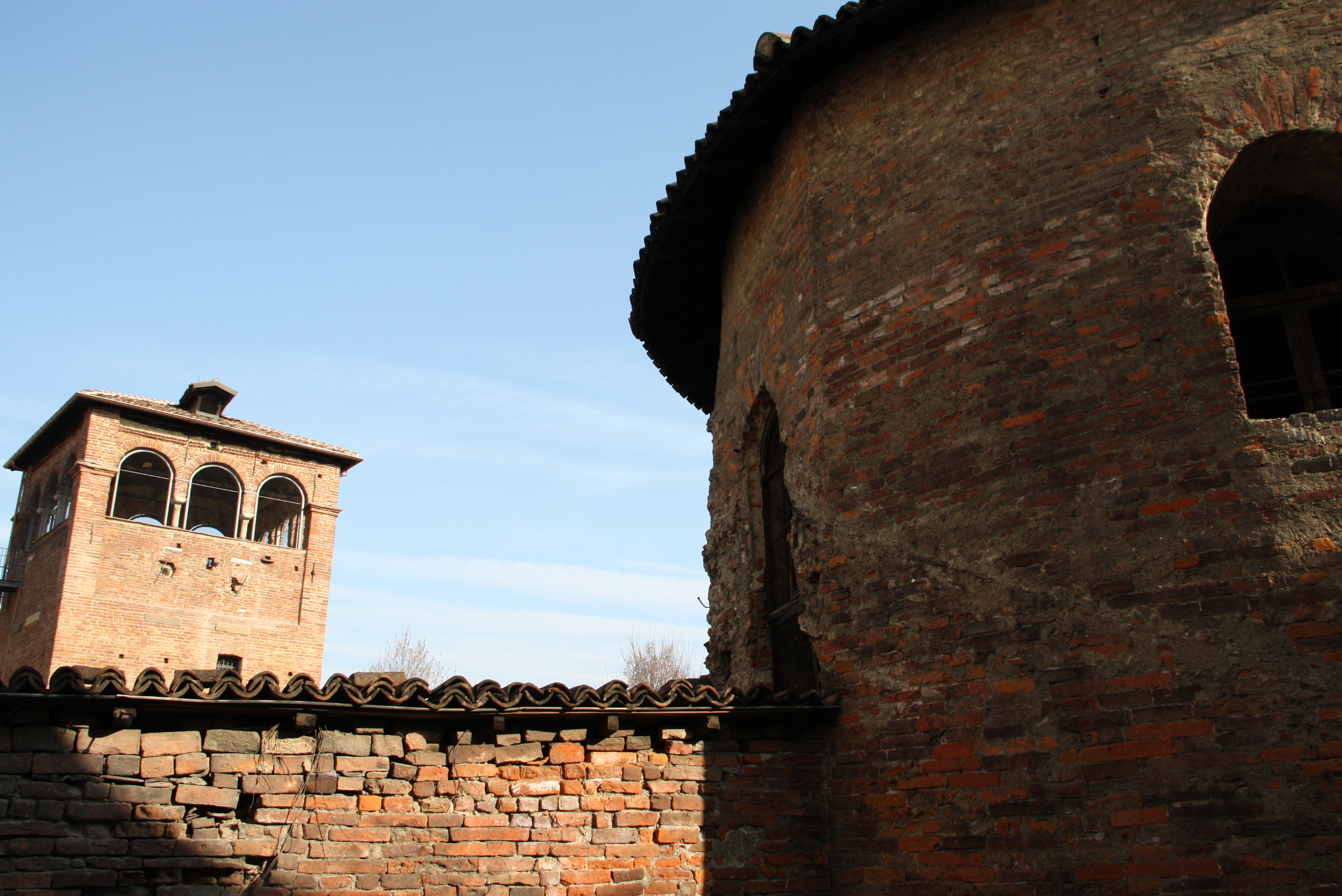
In primo piano a destra la torre facente un tempo parte dell'ampliamento massimianeo delle mura romane di Milano, mentre sullo sfondo a sinistra la torre dei carceres, ovvero dei cancelli delle porte da cui partivano le bighe del circo romano di Milano. Si trovano entrambe nel cortile del Civico museo archeologico di Milano

Le torri di Milano hanno rivestito, nel corso della storia della città, importanti funzioni militari e civili. Costruite a partire dall'epoca romana, sono state per secoli uno dei tratti caratteristici di Milano, soprattutto nel Medioevo, quando erano di riferimento per le contrade della città. In epoca moderna la costruzione di edifici a torre, in cui è preponderante lo sviluppo verticale, è continuata, con la realizzazione dei grattacieli di Milano.

## Storia

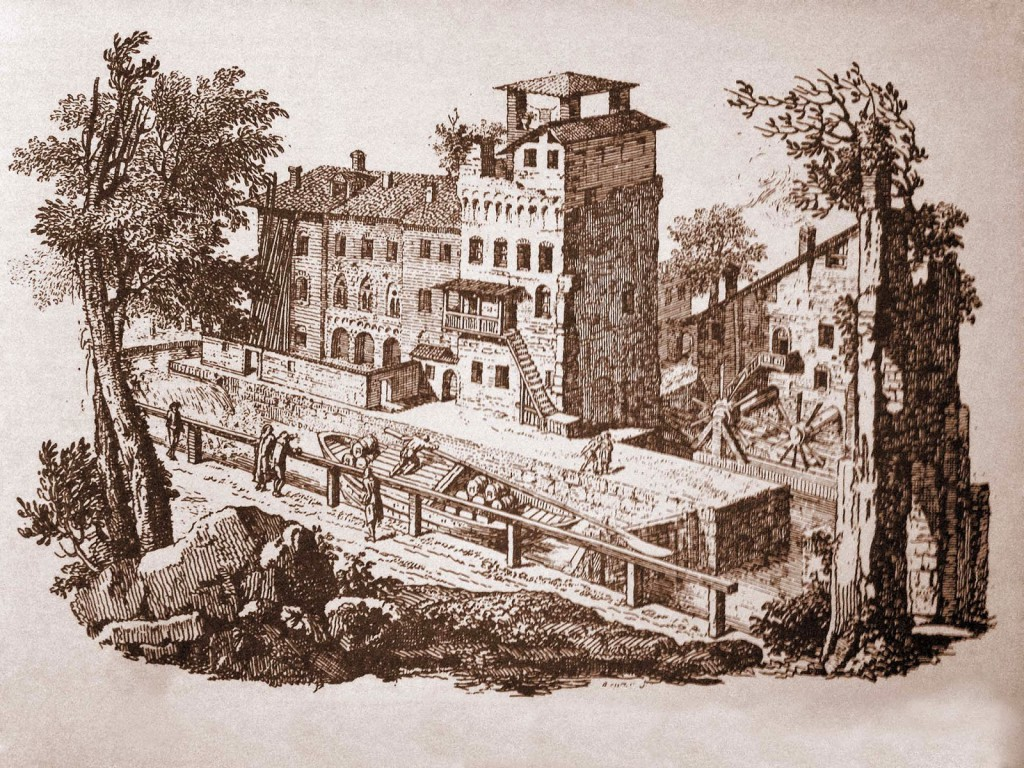
Stampa del 1792 che rappresenta la Torre dell'Imperatore e l'edificio ad essa connesso. Si trovavano lungo la Cerchia dei Navigli

La storia delle torri di Milano inizia nell'epoca romana, con la costruzione di torri aventi funzioni militari, come quelle inserite nelle mura romane di Milano, e aventi funzioni civili, come la torre dei carceres, ovvero dei cancelli delle porte da cui partivano le bighe del circo romano di Milano.
Una svolta, soprattutto nella loro funzione militare, si ebbe a partire dal Medioevo. Ogni contrada di Milano, storica suddivisione del centro abitato della città in uso dal Medioevo al XIX secolo, aveva come riferimento una torre di guardia, spesso inserita in un palazzo nobiliare, che era presidiata da un'unità di cavalleria (i cosiddetti milites), che era costituita da nobili. Le torri presenti lungo le mura medievali di Milano erano invece presidiate dalla maggior parte delle guarnigioni della città.

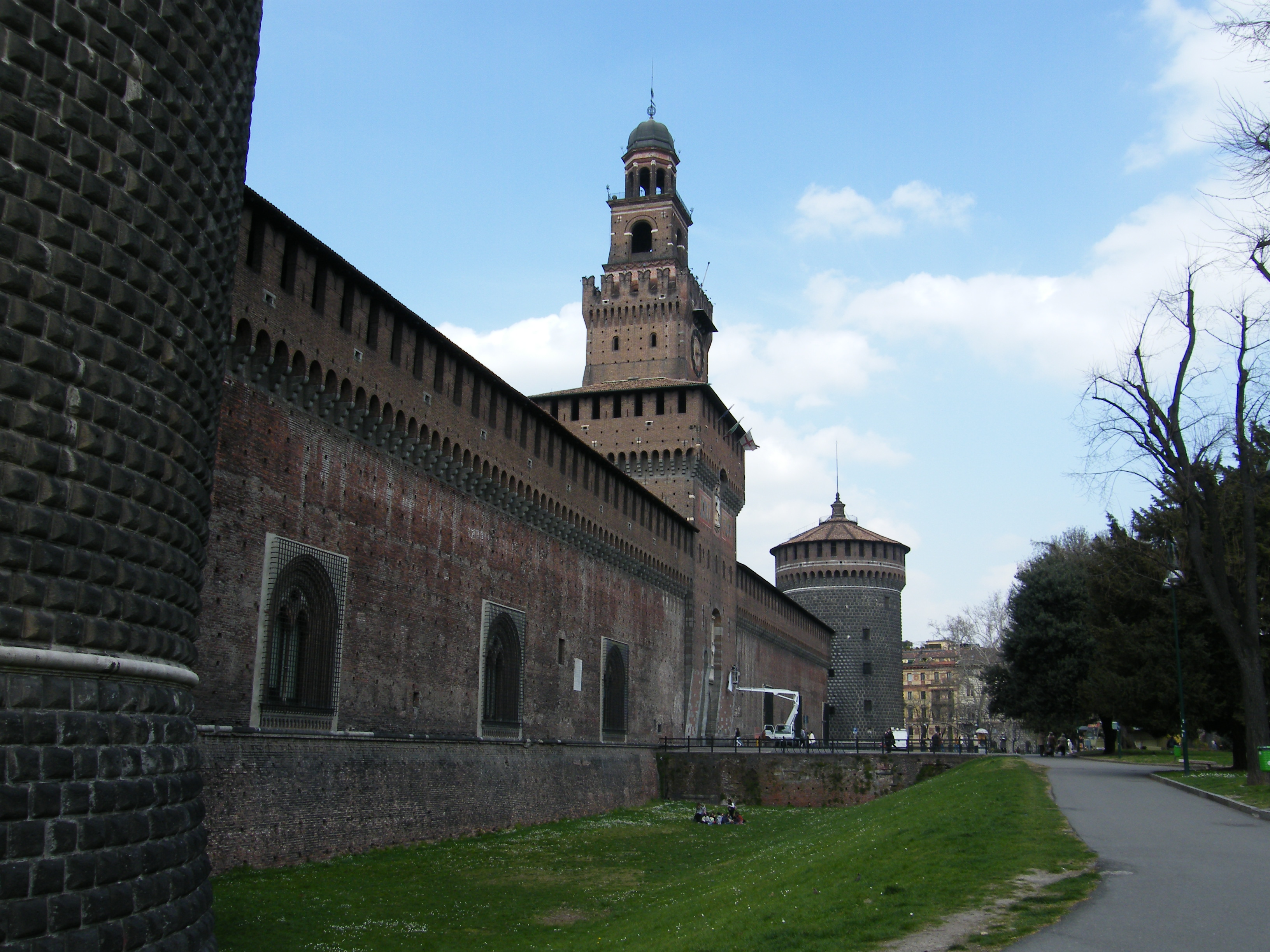
Scorcio del Castello Sforzesco e di alcune sue torri

Degne di nota sono le torri del Castello Sforzesco, che è sorto come ampliamento di una preesistente fortificazione, il Castello di Porta Giovia, costruito tra il 1360 e il 1370 nella forma di una fortificazione militare a pianta quadrata con quattro torri agli angoli, con le due rivolte verso la città che erano dotate di particolare imponenza. Fu Francesco Sforza che trasformò, grazie a lavori che iniziarono nel 1450, il Castello di Porta Giovia nel Castello Sforzesco, da cui il nome della fortificazione.
Nel 1452 il Filarete venne ingaggiato dal duca per la costruzione e la decorazione della torre mediana del Castello Sforzesco, che tuttora viene chiamata Torre del Filarete. Nel 1476, sotto la reggenza di Bona di Savoia, fu costruita la torre omonima a cui si aggiunse la Torre del Tesoro, chiamata anche Torre della Castellana, che è situata all'angolo ovest del castello. Il 28 giugno 1521 la Torre del Filarete scoppiò a causa di un soldato francese che fece per sbaglio esplodere una bomba dopo che la torre era stata adibita ad armeria. La Torre del Filarete fu riedificata durante il restauro del Castello Sforzesco, che è terminato nel 1905, grazie all'uso di disegni risalenti al XVI secolo che hanno permesso di ricostruirne l'aspetto originario.
Altre torri, a Milano, furono costruite in seno alle mura spagnole di Milano, dove rivestivano un importante ruolo difensivo e militare. Le torri continuarono a essere realizzate anche nei secoli successivi, fino ad arrivare ai tempi moderni, a cui si sono aggiunti i grattacieli della città, che sono stati edificati a partire dai primi decenni del XX secolo.

## Elenco delle torri
Le più rilevanti torri di Milano, sia esistenti sia demolite, sono le seguenti.

### Epoca romana
| Nome                                  | Immagine | Costruzione     | Demolizione | Descrizione |
| ------------------------------------- | -------- | --------------- | ----------- | --- |
| Torre romana di Porta Ticinese        |          | I secolo a.C.   | esistente   | Detta anche "Torre dei Malsani" o "Torraccia", è ciò che rimane di Porta Ticinese romana. È situata nel cortile di uno dei palazzi nei pressi del Carrobbio. Si tratta dei resti di una delle due torri della porta che affiancavano il varco di ingresso. È nota come "Torre dei Malsani" perché in seguito, persa la sua funzione difensiva, è stata destinata a lebbrosario. |
| Torre della mura romane di Massimiano |          | III secolo d.C. | esistente   | Torre facente un tempo parte dell'ampliamento massimianeo delle mura romane di Milano. Si trova nel cortile del Civico museo archeologico di Milano |
| Torre dei carceres del circo          |          | III secolo d.C. | esistente   | Torre dei carceres, ovvero dei cancelli delle porte da cui partivano le bighe del circo romano di Milano. I resti di questa torre sono diventati in seguito il campanile della chiesa di San Maurizio. Ora si trova nel cortile del Civico museo archeologico di Milano |

### Epoca medievale
| Nome                    | Immagine | Costruzione | Demolizione | Descrizione |
| ----------------------- | -------- | ----------- | ----------- | --- |
| Torre del Comune        |          | 1272        | esistente   | Originaria del XIII secolo ma ricostruita nel XVII secolo, scandiva gli orari ufficiali di apertura e chiusura delle attività. Si trova al di sopra del Palazzo dei Giureconsulti, di fronte a piazza Mercanti. Alla sua base è collocata la statua neoclassica di sant'Ambrogio, scolpita da Luigi Scorzini nel 1833, circondata da rilievi manieristi. Sotto l'orologio, è collocata una lapide in latino del prefetto Fabrizio Bossi. È conosciuta anche con il nome di Torre di Napo Torriani. |
| Torre dei Morigi        |          | XIII secolo | esistente   | Fa parte di Palazzo Moriggia, che si trova in via Morigi angolo via Gorani, residenza dei Marchesi Moriggia. Un tempo era di riferimento per l'unità di cavalleria che presidiava la Contrada dei Morigi. |
| Torre dei Gorani        |          | XIII secolo | esistente   | Faceva parte della demolita Casa Gorani, che si trovava tra via Brisa e via Gorani. Il palazzo sorgeva lungo la via omonima ed è andato completamente distrutto dai bombardamenti della seconda guerra mondiale nel 1943. Del palazzo sopravvivono il portale barocco, qualche muro perimetrale e la torre. |
| Torre dei Meravigli     |          | XIII secolo | esistente   | È incorporata nella Casa dei Meravigli, che si trova in via Meravigli. La torre è riconoscibile per la presenza di mattoni a vista. Le sue fondazioni risalgono al III secolo: la torre fu inglobata ed utilizzata come campanile per la chiesa di San Nazaro in Pietrasanta fino alla sua demolizione nei primi anni del XX secolo. |
| Torre di Palazzo Marino |          | XIII secolo | 1892        | Faceva parte di Palazzo Marino, che si trova in piazza della Scala. È scomparsa con la ristrutturazione del palazzo, che è stata portata a termine nel 1892. |
| Torre del Sale          |          | XIII secolo | 1943        | Era inglobata in un edificio che si trovava lungo il Naviglio Vallone. Fu distrutta in seguito a un bombardamento aereo compiuto nel 1943 su Milano. Prendeva il nome dal fatto che all'interno di essa venisse immagazzinato il sale, fermo restando che questa ipotesi è messa in dubbio da alcuni storici. |
| Torre dell'Imperatore   |          | XIV secolo  | 1777        | Si trovava incorporata in un edificio situato in via Molino delle Armi angolo via della Chiusa lungo la Cerchia dei Navigli. Deve il suo nome all'imperatore bizantino Manuele I, che finanziò la ricostruzione delle opere difensive della città distrutte da Federico Barbarossa durante l'assedio di Milano del 1162. Via della Chiusa prende invece il nome da una chiusa che regolava la portata d'acqua della Cerchia dei Navigli: la Torre dell'Imperatore fu costruita proprio per avere un presidio sorvegliato a protezione di questo centro regolatore delle acque cittadine. In origine era presente solo la piccola torre che sovrastava la pusterla della Chiusa poi, al termine della realizzazione della chiusa, alla piccola struttura difensiva venne affiancata una seconda torre, più massiccia della prima, che avrebbe in seguito assunto il nome di Torre dell'Imperatore. Persa la sua funzione difensiva alla fine del XV secolo, la Torre dell'Imperatore fu adibita ad altri usi fino a essere quasi del tutto demolita nel 1777. Sono infatti giunti fino all'inizio del XX secolo i resti della sua base, che è stata in seguito completamente demolita insieme all'edificio adiacente. |
| Torre del Rinza         |          | ante 1450   | ?           | Probabilmente parte del palazzo nobiliare della famiglia Casati. |
| Torre del Filarete      |          | 1452        | esistente   | È la torre principale del Castello Sforzesco. Nel 1521 la Torre del Filarete crollò perché un soldato francese fece per sbaglio esplodere una bomba dopo che la torre era stata adibita ad armeria. La torre fu riedificata durante il restauro del Castello Sforzesco, e fu terminata nel 1905. Grazie all'uso di disegni risalenti al XVI secolo, è stato possibile ricostruirne l'aspetto originario. |
| Torre di Bona di Savoia |          | 1476        | esistente   | È la torre del Castello Sforzesco che è stata realizzata sotto la reggenza di Bona di Savoia, moglie di Galeazzo Maria Sforza. Quando quest'ultimo morì assassinato, Bona di Savoia si fece costruire una torre, che prese poi il suo nome, nell'area più sicura del castello. Situata all'incrocio tra le ali nord-est e sud-est, fu in seguito usata anche come carcere. Da essa si poteva infatti controllare tutto il castello. |
| Torre del Tesoro        |          | XV secolo   | esistente   | Chiamata anche Torre della Castellana, si trova all'angolo ovest del Castello Sforzesco. Era denominata Torre del Tesoro perché, essendo tra le più inespugnabili dell'intera fortificazione, vi era custodito il tesoro del Ducato di Milano. |

### Epoca moderna
| Nome                               | Immagine | Costruzione  | Demolizione | Descrizione                                                         |
| ---------------------------------- | -------- | ------------ | ----------- | ------------------------------------------------------------------- |
| Torre di Palazzo Stampa di Soncino |          | XVI secolo   | esistente   | Fa parte di Palazzo Stampa di Soncino, che si trova in via Soncino. |
| Torre di Palazzo Clerici           |          | XVIII secolo | esistente   | Fa parte di Palazzo Clerici, che si trova in via Clerici.           |

### Epoca contemporanea
| Nome         | Immagine | Costruzione | Demolizione | Descrizione |
| ------------ | -------- | ----------- | ----------- | --- |
| Torre Branca |          | 1933        | esistente   | È una costruzione in acciaio realizzata nel 1933 su progetto dell'architetto Giò Ponti. È situata all'interno del Parco Sempione |